# Whatì
Whatì est une communauté amérindienne de la nation des Tlichos située le long du Lac La Martre et de son émissaire la rivière La Martre dans les Territoires du Nord-Ouest canadiens.

## Toponymie
La communauté amérindienne tlicho vit dans le village Whatì, qui s'appelait jusqu'au 1er janvier 1996 « Lac-La-Martre » avant de prendre le nom de Lac Marten ou Marten Lake par déformation phonétique du mot français La Martre. Le 4 août 2005, le village prit son nom actuel de Whatì, une transcription phonétique amérindienne de Marten et de Martre.
Les noms traditionnels de ce village ancestral en langue tlicho ou flancs-de-chien, sont Tsoti (eau trouble) et Mine Go Kola (pêche au filet avec maisons).

## Géographie
Le village de pêcheurs est situé au nord de la rivière La Martre, l'émissaire principal du lac La Martre. Un petit aérodrome permet de relier ce peuplement au reste du territoire canadien et notamment la région du Slave Nord.

## Histoire
Le village a été créé en 1793 par les coureurs des bois et trappeurs de la Compagnie du Nord-Ouest. Nombre d'entre eux étaient des Canadiens-Français, d'où l'origine francophone du nom du lac, de la rivière attenante et du poste de traite.

## Démographie
Au dernier recensement de la population de 2011, le village comptait 292 habitants. La population augmente régulièrement, en 2006, le village comptait 235 habitants et en 2012, la population est évaluée à 519 personnes.
| 2001 | 2006 | 2011 | 2016 |
| ---- | ---- | ---- | ---- |
| 453  | 460  | 492  | 470  |